# Heineken Cup
Heineken Cup (fr. H Cup) je godišnje ragbijsko natjecanje za klubove te regionalne i provincijske momčadi koje organizira organizacija European Rugby Cup, a u njemu sudjeluju momčadi iz zemalja sudionica Kupa šest nacija (Engleske, Francuske, Irske, Italije, Škotske i Walesa. Prvo izdanje je bilo za sezonu 1995./96.

## Sudionici
U Heineken Cupu sudjeluju 24 momčadi koje se kvalificiraju na ovaj način:
- aktualni pobjednik Heineken kupa
- aktualni pobjednik Europskog Challenge kupa
- Engleska - šest momčadi, po plasmanu u Premiershipu i Anglo-velškom kupu
- Francuska - šest momčadi, po plasmanu u Top 14
- Irska - tri momčadi, po plasmanu u Pro 12 (Irsku u ragbiju čine i Republika Irska i Sjeverna Irska)
- Wales - tri momčadi, po plasmanu u Pro 12
- Škotska - dvije momčadi, po plasmanu u Pro 12
- Italija - dvije momčadi, po plasmanu u Pro 12
- ako je pobjednik Heineken Cupa ili Challenge Cupa već ostvario plasman preko kvota za svoju zemlju, tada plasman ostvaruje sljedeći najbolji klub iz zemlje pobjednika

## Sudionici 2013./14.
| - Exeter Chiefs - Exeter - Gloucester Rugby - Gloucester - Leicester Tigers - Leicester - Harlequins - London - Saracens - London / Watford - Northampton Saints - Northampton - Castres Olympique - Castres - Clermont Auvergne - Clermont-Ferrand | - Montpellier Hérault Rugby - Montpellier - Racing Métro 92 - Pariz / Colombes - USA Perpignan - Perpignan - RC Toulonnais - Toulon - Stade Toulousain - Toulouse - Leinster Rugby - Dublin - Connacht Rugby - Galway - Munster Rugby - Limerick / Cork | - Ulster Rugby - Belfast - Zebre - Parma - Benetton Rugby - Treviso - Edinburgh Rugby - Edinburgh - Glasgow Warriors - Glasgow - Cardiff Blues - Cardiff - Scarlets - Llanelli - Ospreys - Swansea |

## Dosadašnja finala
| sezona      | grad, stadion                        | pobjednik                 | rezultat završnice | drugoplasirani                           |
| ----------- | ------------------------------------ | ------------------------- | ------------------ | ---------------------------------------- |
| 1995./96.   | Cardiff, Cardiff Arms Park           | Stade Toulousain          | 21:18              | Cardiff RFC                              |
| 1996./97.   | Cardiff, Cardiff Arms Park           | CA Brive                  | 28:9               | Leicester Tigers                         |
| 1997./98.   | Bordeaux, Stade Lescure              | Bath                      | 19:18              | CA Brive                                 |
| 1998./99.   | Dublin, Lansdowne Road               | Ulster (Belfast)          | 21:6               | US Colomiers                             |
| 1999./2000. | London, Twickenham Stadium           | Northampton Saints        | 9:8                | Munster (Limerick / Cork)                |
| 2000./01.   | Pariz, Parc des Princes              | Leicester Tigers          | 34:30              | Stade Français (Pariz)                   |
| 2001./02.   | Cardiff, Millennium Stadium          | Leicester Tigers          | 15:9               | Munster (Limerick / Cork)                |
| 2002./03.   | Dublin, Lansdowne Road               | Stade Toulousain          | 22:17              | USA Perpignan                            |
| 2003./04.   | London, Twickenham Stadium           | London Wasps              | 27:20              | Stade Toulousain                         |
| 2004./05.   | Edinburgh, Murrayfield Stadium       | Stade Toulousain          | 18:12              | Stade Français (Pariz)                   |
| 2005./06.   | Cardiff, Millennium Stadium          | Munster (Limerick / Cork) | 23:19              | Biarritz Olympique                       |
| 2006./07.   | London, Twickenham Stadium           | London Wasps              | 25:9               | Leicester Tigers                         |
| 2007./08.   | Cardiff, Millennium Stadium          | Munster (Limerick / Cork) | 16:13              | Stade Toulousain                         |
| 2008./09.   | Edinburgh, Murrayfield Stadium       | Leinster (Dublin)         | 19:16              | Leicester Tigers                         |
| 2009./10.   | Saint-Denis - Pariz, Stade de France | Stade Toulousain          | 21:19              | Biarritz Olympique                       |
| 2010./11.   | Cardiff, Millennium Stadium          | Leinster (Dublin)         | 33:22              | Northampton Saints                       |
| 2011./12.   | London, Twickenham Stadium           | Leinster (Dublin)         | 42:14              | Ulster (Belfast)                         |
| 2012./13.   | Dublin, Aviva Stadium                | RC Toulonnais             | 16:15              | ASM Clermont Auvergne (Clermont-Ferrand) |
| 2013./14.   | Cardiff, Millennium Stadium          | RC Toulonnais             | 23:6               | Saracens (London)                        |
| 2014./15.   | London, Twickenham Stadium           | RC Toulonnais             | 24:18              | ASM Clermont Auvergne (Clermont-Ferrand) |
| 2015./16.   | Lyon, Parc Olympique Lyonnais        | Saracens (London)         | 21:9               | Racing 92 (Pariz)                        |
| 2016./17.   | Edinburgh, Murrayfield Stadium       | Saracens (London)         | 28:17              | ASM Clermont Auvergne (Clermont-Ferrand) |
| 2017./18.   | Bilbao, San Mamès Stadium            | Leinster (Dublin)         | 15:12              | Racing 92 (Pariz)                        |

## Poveznice
- Rugby union
- službene stranice  Arhivirana inačica izvorne stranice od 17. veljače 2014. (Wayback Machine)
- Povijest Heineken cupa 1995.-2010.